# Molophilus adamantinus
Molophilus adamantinus là một loài ruồi trong họ Limoniidae. Chúng phân bố ở miền Australasia.